# Золотько Світлана Григорівна
Світла́на Григо́рівна Золо́тько (нар. 27 грудня 1950) — українська акторка театру та кіно, Народна артистка України (2021).

## Життєпис
В ранньому дитинстві мріяла стати професійною балериною, однак батько випадково записав її у драматичний кружок, про що сама акторка не шкодує.
Закінчила Харківський державний інститут мистецтв ім. І. Котляревського 1973 року. З 1973 по 1975 рр. працювала у Миколаївському драматичному театрі ім. Чкалова, з 1975 по 1988 рр. — у Кримському академічному російському драматичному театрі ім. М. Горького. В Києві з 1988 по 1992 роки — акторка Молодіжного (нині Молодого) театру. З 1992 року — акторка Київського театру драми і комедії на лівому березі Дніпра (провідний майстер сцени).
Одружена. Чоловік — Олександр Ганноченко, актор Київського театру драми і комедії на лівому березі Дніпра. Має двох дітей. 

## Театральні ролі
Миколаївський драматичний театр ім. Чкалова
- «Старший син» Олександра Вампілова
- «Чудаки» Максима Горького
- «Борги наші» Едуарда Володарського
- «Благочестива Марта» Тірсо де Моліна; реж. Володимир Оглоблін

Кримський академічний російський драматичний театр імені Максима Горького
- «Да здравствует королева, виват!» — Марія Стюарт
- «Мастер и Маргарита» — Маргарита
- «Медея» — Медея
- «Дядя Ваня» — Соня
- «Дядя Ваня» — Олена Андріївна
- «Три сестры» — Марія
- «Живи и помни» — Настьона

Київський академічний театр драми і комедії на лівому березі Дніпра
- 1992 — «Жених из Иерусалима» — Рахель-Лєя Ґолд
- 1993 — «Условия диктует леди» — Філіппа
- 1993 — «Семейная жизнь» — Лора
- 1994 — «Олеся» — Лукерія Степанівна
- 1995 — «Майн Кампф, или носки в кофейнике» — Фрау Смерть
- 1996 — «Комедия о прелести греха» (за п'єсою Н. Макіавеллі «Мандрагора») — Сострата
- 1996 — «Белый джаз Каролины Эшли» — Ізабелла Тренч
- «Каприз принцессы» — Мачуха
- 1997 — «Мелкий бес» — Переполовенська
- 1997 — «Живой труп» — Анна Павлівна
- 1999 — «Идеальный муж» — Місис Чівлі
- 2000 — «Смерть Тарелкина» — Людмила, Мавруша
- 2000 — «Анна Каренина» — Бетсі Тверська
- 2001 — «Зрители на спектакль не допускаются» за п'єсою «Театр» М. Фрейна — Міс Клакет, вона ж Дотті Отлі
- 2001 — «Древнейшая профессия» — Віра
- 2001 — «Сильвия» — Кейт
- 2002 — «Женские игры» — Луїза Ельферсдорфер
- 2004 — «Не хочу тебя видеть!.. Люблю… Мелисса.» за п'єсою «Листи кохання» А. Герні — Меліса Ґарднер
- 2004 — «Вишневый сад» — Шарлотта
- 2006 — «Голубчики мои!…» за творами Ф. Достоєвського та О. Володіна — Нікуліна
- 2008 — «Ричард III» — Герцогиня Йоркська
- 2010 — «Куда подует ветер» за п'єсою «Ліола» Л. Піранделло — тітка Німфа Господарич
- 2011 — «Чотири причини вийти заміж» (за п'єсою «Тустеп на тлі валіз» Р. Баера) — Христина
- 2019 — «Альбатроси» за п'єсою «З життя корисних копалин» Фредеріка Строппеля; реж. Стас Жирков — Вікторія[3]
- 2020 — «Хлібне перемир'я» Сергія Жадана; реж. Стас Жирков — Тьотя Шура[4]
- 2023 — «37 листівок» Майкла МакКівера; реж. Євгеній Резніченко — Нана

Театральне агентство «ТЕ-АРТ»
- 2021 — «Час кохати» за п’єсою «Поки вона вмирала» Надії Птушкіної — Софія Іванівна
- 2023 — «Серцеїдки» за пʼєсою «8 жінок» Робера Тома — Бабуся
- 2023 — «Перших вісім побачень»; реж. Олександр Ганноченко — Крістіна

## Фільмографія
- 1994 — Царівна (телесеріал) — панна Марія
- 1995 — Острів любові (телесеріал, Фільм #9) — Анна
- 2002 — Бабин Яр (телевізійний фільм) — епізод
- 2004 — Я тебе кохаю (телесеріал) — епізод
- 2006 — Повернення Мухтара-3 (телесеріал, 90-та серія) — Елла Марківна
- 2007 — Третій зайвий — Анна Іванівна
- 2007 — Запорожець за Дунаєм
- 2007 — Третій зайвий — Анна Іванівна
- 2008 — Смерть шпигунам. Крим — Василіса
- 2009 — Осінні квіти (телесеріал) — старша медсестра
- 2009 — За загадкових обставин (телесеріал) — тітка Зої
- 2012 — Жіночий лікар (телесеріал, 5-та серія) — Валентина
- 2013 — Тариф «Щаслива сім’я»
- 2017 — Підкидки — хазяйка дачі
- 2019 — Скляна кімната — мати Віки
- 2020 — Акушерка — акушерка
- 2020 — Бідна Саша
- 2021 — Ляльковий дім
- 2021 — Скажи мені правду
- 2021 — Три кольори кохання
- 2021 — Я не вірю — сусідка Ольги
- 2022 — Чуже щастя — мати Максима

## Нагороди та визнання
- 2021 — Народна артистка України[1]